# 新潟県道193号出雲崎柿の木小島谷線
新潟県道193号出雲崎柿の木小島谷線（にいがたけんどう193ごう いずもざきかきのきおじまやせん）は、新潟県三島郡出雲崎町から同県長岡市に至る一般県道である。

## 概要

### 路線データ
- 起点：新潟県三島郡出雲崎町大字井鼻字川向（国道402号交点）
- 終点：新潟県長岡市小島谷字中ノ西（新潟県道69号長岡和島線・新潟県道169号寺泊与板線・新潟県道192号久田小島谷線交点）

## 通過する自治体
- 新潟県
  - 出雲崎町 - 長岡市

## 接続する道路
- 国道402号（北陸道）（起点：出雲崎町大字井鼻字川向）
- 新潟県道574号寺泊西山線（沢田交差点）
- 国道116号（出雲崎バイパス）（沢田交差点）
- 新潟県道192号久田小島谷線（長岡市和島中沢 - 長岡市小島谷字中ノ西（終点）で重複）
- 新潟県道69号長岡和島線・新潟県道169号寺泊与板線（終点：長岡市小島谷字中ノ西）

## 周辺
- JR越後線 小島谷駅
- 出雲崎井鼻簡易郵便局
- 井鼻海水浴場